# Bacterioteràpia fecal
La bacterioteràpia fecal, també coneguda com a transfusió fecal, trasplantament fecal, o infusió probiòtica humana (HPI), és un tractament mèdic per a pacients amb colitis pseudomembranosa (causada per Clostridium difficile), colitis ulcerosa i la síndrome de l'intestí irritable que es basa en la restauració de l'homeostasi del còlon reintroduint-hi microbiota bacteriana normal a partir de femta obtinguda d'un donant sa.

## Història
La bacterioteràpia fecal ha estat desenvolupada per Thomas J. Borody i el seu equip de Sydney (Austràlia) com a tractament alternatiu per a la colitis ulcerosa. Aquesta malaltia és causada per la infecció per Clostridium difficile i el seu tractament habitual són els antibiòtics. Ara per ara es considera que aquest tipus de teràpia, aplicat seguint els protocols adequats al cas, pot tenir efectes beneficiosos en altres patologies digestives i no digestives.

## Procediment
El procediment implica un tractament d'entre 5 i 10 dies de duració amb ènemes que contenen microbiota bacteriana provinent d'un donador sa (prèviament analitzat amb tests bacteriològics i de paràsits). Una selecció rigorosa del donant seguint criteris estandarditzats és fonamental per evitar complicacions posteriors. Els ènemes es preparen i administren a l'hospital per assegurar totes les precaucions necessàries. La infusió probiòtica també es pot administrar a través d'una sonda nasogàstrica, de manera que la infusió arriba directament a l'intestí prim. Es poden combinar els dos mètodes per assolir un millor resultat. Cal portar a terme un seguiment del procediment durant més d'un any.

## Bases
La bacterioteràpia fecal es basa en el concepte de la interferència bacteriana: utilitzar bacteris no lesius per desplaçar els patogènics. Aquest mode de combatre les infeccions bacterianes no és nou, ja que ha estat utilitzat des de fa molts anys en animals - per exemple per prevenir la salmonel·losi en pollastres. En el cas de la colitis pseudomembranosa el patogen és conegut (Clostridium difficile), però encara es desconeix el patogen que causa la colitis ulcerosa, però l'efectivitat de la bacterioteràpia fecal suggereix que la causa de la colitis ulcerosa podria ser una infecció prèvia per un patogen desconegut. És possible que aquesta lesió inicial es resolgui sola per si mateixa, però causa un desequilibri de la microbiota, produint-se un cicle d'inflamació (que explicaria els episodis remissió–recaiguda d'aquesta malaltia) que podria ser trencat recolonitzant el còlon amb bacteris provinents d'un individu sa. Es pot considerar una extensió de la recerca probiòtica.

## Efectivitat
El procediment ha estat utilitzat exitosament per curar les infeccions de Clostridium difficile, amb un índex d'èxit de prop del 95 per cent. Els beneficis de la bacterioteràpia fecal inclouen la reducció del risc de desenvolupar resistència als antibiòtics, la reducció dels costos respecte a l'antibioticoteràpia i l'alta ràtio d'èxit. A pesar d'això, s'utilitza la teràpia com a últim recurs degut als riscs que comporta (s'han descrit algunes complicacions serioses, com ara bacterièmies, sèpsies, pneumònies o peritonitis, d'especial gravetat en pacients amb alteracions del sistema immunitari), a la falta de cobertura sanitària per realitzar el procés sobre el donant sa i a la repugnància del procés en general.
Encara que els efectes sobre la colitis ulcerosa no han estat estudiats adequadament, alguns estudis suggereixen que té efectes positius. Un estudi de Borody i cols. que detalla sis casos de colitis ulcerosa greu crònica tractats amb bacterioteràpia fecal suggereix que el procediment és extremadament exitós, almenys en els casos descrits. La simptomatologia en aquests malalts es va revertir per complet quatre mesos després d'iniciar la transfusió fecal, sense que se'ls apliqués cap altre tipus de medicació. Entre un i tretze anys després de la bacterioteràpia fecal, i sense prendre cap medicament, no existiren signes clínics, colonoscòpics ni histològics que demostressin l'existència de colitis ulcerosa en el pacient. El grup de Sydney divulgà un cas de presumpta colangitis esclerosant primària, una malaltia autoimmunitària freqüentment associada a la síndrome de l'intestí irritable, que es recuperà totalment després del tractament. Les proves de l'eficàcia d'aquest recurs aplicat a la malaltia de Crohn, són encara escasses. El trasplantament de microbiota fecal podria ser una eina terapèutica eficient en el maneig de la síndrome metabòlica i les complicacions de la cirrosi. Alguns treballs indiquen que aconsegueix a llarg termini una millora dels símptomes gastrointestinals i conductuals en persones que sofreixen trastorns de l'espectre autista.
En equins, el mètode ha demostrat ser útil per tractar la colitis aguda secundària a cirurgia de còlon.